# Une journée de monsieur Chose
Albums de Carlos
Le Bougalou du loup-garou
(1976)
Une journée de monsieur Chose est le premier album de Carlos enregistré en 1974 avec Joe Dassin, Alice Dona et Joëlle du groupe Il était une fois.

## Liste des pistes
1. Ouverture
2. Manger un croissant
3. Le bus
4. Se ranger des écritures
5. Cocotte en papier
6. J'fais qu'à faire des bêtises
7. Le tiercé
8. Viens chez Roger
9. Mon royaume pour une femme
10. Crésus et Roméo (en duo avec Joe Dassin)
11. Le petit baisenville
12. Si tu  ne m'attendais pas
13. Épilogue